# Lîsohirka, Dunaiivți
Lîsohirka (în ucraineană Лисогірка) este o comună în raionul Dunaiivți, regiunea Hmelnîțkîi, Ucraina, formată numai din satul de reședință.

## Demografie
Componența lingvistică a comunei Lîsohirka
     Ucraineană (100%)
Conform recensământului din 2001, toată populația comunei Lîsohirka era vorbitoare de ucraineană (100%).